# ان‌جی‌سی ۵۷۶۵
ان‌جی‌سی ۵۷۶۵ (انگلیسی: NGC 5765) یک جفت کهکشان در حال برهم‌کنش در صورت فلکی دوشیزه است.